# 反対角行列
反対角行列（はんたいかくぎょうれつ、英語: anti-diagonal matrix）とは、反対角成分（左下から右上方向の対角成分）以外の行列要素がすべてゼロである正方行列である。

## 構成
n×nの反対角行列 A の行列要素 aj,k は数列 {di}(1≦i≦n)に対し次式で定まる。
{\displaystyle a_{j,k}={\begin{cases}0&(\,j+k\neq n+1\,)\\d_{j}&(\,j+k=n+1\,)\end{cases}}}
ただし、1≦j≦n, 1≦k≦n
{\displaystyle {\begin{pmatrix}0&0&0&\cdots &0&0&d_{1}\\0&0&\cdots &0&0&d_{2}&0\\0&\vdots &0&0&d_{...}&0&0\\\vdots &0&0&d_{i}&0&0&\vdots \\0&0&d_{...}&0&0&\vdots &0\\0&d_{n-1}&0&0&\cdots &0&0\\d_{n}&0&0&\cdots &0&0&0\\\end{pmatrix}}}

## 例
{\displaystyle {\begin{pmatrix}0&0&0&0&1\\0&0&0&7&0\\0&0&-2&0&0\\0&6&0&0&0\\8&0&0&0&0\\\end{pmatrix}}}